# 夢伝説
「夢伝説」（ゆめでんせつ）は、スターダストレビュー5枚目のシングル。1984年5月25日に発売された。
本項では、49枚目のシングルとして2008年8月27日に新録音ヴァージョンで発売された同曲についても記述する。

## 解説
カルピスのCMソングに使用される。デモテープの段階ではスロー・バラードだった。
根本要は「もしこの曲のヒットがなければスターダストレビューというバンドは終わっていた」と冗談混じりに述懐している。
2008年8月27日、新録音ヴァージョン（TECI-152）がインペリアルレコードから発売。キリンビールのチューハイ『氷結ZERO』のCMソングに使用。
2013年10月1日から、バンドが観光大使を務める埼玉県行田市（根本の出身地）の東日本旅客鉄道（JR東日本）高崎線行田駅で本曲が発車メロディとして使用されている。編曲は塩塚博。

## 収録曲（1984年）
両曲編曲：スターダストレビュー
1. 夢伝説
作詞：林紀勝/根本要　作曲：根本要
2. Back Street
作詞・作曲・メインボーカル：三谷泰弘

## 収録曲（2008年）
全曲作曲：根本要　編曲：スターダストレビュー　
1. 夢伝説
作詞：林紀勝/根本要
2. めぐり逢えてよかった
作詞：根本要
3. 夕暮れのスケッチ
作詞：根本要/手島昭
4. 夢伝説（instrumental）

## 楽曲の収録アルバム
- TO YOU -夢伝説-（1984年） - 1981年版を収録
- ALWAYS（2008年） - 2008年版を収録